# Bartomeu Fabrés i Anglada
Bartomeu Fabrés i Anglada (Mataró, 1902 - Gavà, 1936) va ser un metge i polític català. Llicenciat en medicina i cirurgia per la Universitat de Barcelona, en acabar va començar a exercir a Begues i, poc després, a Gavà. En aquest municipi es va implicar a la societat Cafè del Centre de la qual va sorgir, el 1930, el Foment Català Republicà, entitat adherida a Acció Catalana. Fabrés es va presentar a les eleccions suplementàries del 31 de maig del 1931 pel Foment Català Republicà (que en aquells moments s'havia adherit a Esquerra Republicana) i va esdevenir primer tinent d'alcalde de l'Ajuntament de Gavà, responsabilitat per la qual va ser reelegit a les eleccions del 1934. El 1936 va passar a ser alcalde en renunciar-hi Cristòfor Solé. Va morir assassinat el setembre del 1936.